# Czornyja Brady (przystanek kolejowy)
Czornyja Brady (biał. Чорныя Брады, ros. Чёрные Броды) – przystanek kolejowy w pobliżu miejscowości Czornyja Brady, w rejonie oktiabrskim, w obwodzie homelskim, na Białorusi. Położony jest na linii Bobrujsk - Rabkor.